# シェルトン (ワシントン州)
シェルトン（Shelton）は、アメリカ合衆国ワシントン州の都市。メイソン郡の郡庁所在地である。人口は1万0371人（2020年）。ピュージェット湾西端にある。

## 地理・気候
シェルトンは州都オリンピアの北西25キロメートルに位置している。座標は、北緯47度12分49秒 西経123度6分22秒 / 北緯47.21361度 西経123.10611度
。
アメリカ合衆国統計局によると、総面積15 km2 (5.9 mi2) である。このうち15 km² (5.6 mi²) が陸地であり、0.78 km² (0.3 mi²) (5.60%) が水地である。
- 山:
- 河川:
- その他:

## 人口
2000年国勢調査では、人口8,442人、3,191世帯、2,035家族が暮らしている。人口密度は586.2/km2 (1,519.4/mi2) である。236.3/km2 (612.5/mi2) の平均的な密度に3,403軒の住宅が建っている。この都市の人種構成は白人85.83%、アフリカン・アメリカン0.36%、ネイティブ・アメリカン2.72%、アジア1.17%、太平洋諸島系0.73%、その他の人種5.77%、混血3.41%である。この人口の10.87%はヒスパニックまたはラテン系である。
全世帯のうち、18歳未満の子供と同居している世帯が32.3%、夫婦のみの世帯が44.8%、未婚女性の世帯が13.0%であり、36.2%は家族を持たない。個人名義の世帯主が29.5%、そのうち65歳以上が15.5%である。世帯ごとの平均人数は2.52人、家族ごとの平均人数は3.08人である。
18歳未満が26.7%、18歳以上24歳以下が10.0%、25歳以上44歳以下が26.2%、45歳以上64歳以下が19.4%、65歳以上が17.7%、平均年齢は36歳である。女性100人に対して男性は94.4人である。18歳以上の女性100人に対して男性は89.5人である。
この都市の世帯ごとの平均的な収入は32,500 USドルであり、家族ごとの平均的な収入は40,392 USドルである。男性は33,867 USドルに対して女性は$23,617 USドルの平均的な収入がある。この都市の一人当たりの収入 (per capita income) は16,303 USドルである。人口の15.3%及び家族の18.9%の収入は貧困線以下である。全人口のうち18歳未満の28.1%及び65歳以上の6.9%は貧困線以下の生活を送っている。

## 教育
- 学区
  - Shelton School District
- 小学校
  - Evergreen Elementary School
  - Mountain View Elementary School
  - Bordeaux Elementary School
- 中学校
  - Olympic Middle School
  - Oakland Bay Junior High
- 高校
  - Shelton High School
- その他
  - CHOICE Alternative School

## 有名人
- Justin Ena: NFL選手。
- Terry Dion: NFL選手。
- Karol Kennedy: フィギュアスケート選手。1952年オスロオリンピック銀メダル。
- Desmond "Des" Dalworth Koch: 円盤投選手。1956年メルボルンオリンピック銅メダル。